# オスワルド・イバーラ
オスワルド・イバーラ（Oswaldo Johvani Ibarra Carabali、1969年9月8日 - ）は、エクアドルの元サッカー選手。元エクアドル代表。ポジションはゴールキーパー。

## 来歴
1997年にエクアドル代表デビュー。出場機会は無かったが、2002 FIFAワールドカップのメンバーにも選ばれた。2004年までに27試合に出場した。

## 代表歴

### 出場大会
- エクアドル代表
  - 2002 FIFAワールドカップ

### 試合数
- 国際Aマッチ 27試合 0得点（1997年-2004年）[1]

| エクアドル代表 | 国際Aマッチ | 国際Aマッチ |
| 年             | 出場        | 得点        |
| -------------- | ----------- | ----------- |
| 1997           | 10          | 0           |
| 1998           | 0           | 0           |
| 1999           | 3           | 0           |
| 2000           | 2           | 0           |
| 2001           | 5           | 0           |
| 2002           | 4           | 0           |
| 2003           | 0           | 0           |
| 2004           | 3           | 0           |
| 通算           | 27          | 0           |